# سینم اوزتورک
سینم اوزتورک (به ترکی استانبولی: Sinem Öztürk) با نام اصلی گوزده سینم اوزتورک (زاده ۰۹ اکتبر ۱۹۸۵) بازیگر ترکیه‌ای است. از معروف‌ترین سریالهای او می‌توان به بچه‌های آخر کلاس، کوچه محبت و عشق اجاره‌ای اشاره کرد.

## زندگی‌نامه
او در استانبول در دبیرستان آنادولو چولوقله فارغ‌التحصیل شد؛ و در دانشکده هنرهای زیبا دانشگاه مارمارا در حال مطالعه در بخش سینمااست. سینم تاکنون در ۲۶ فیلم کوتاه بازی کرده و در هشت فیلم کوتاه توانست خود را جلب کرد. در سال ۲۰۰۷ هامدی آلکان کارگردان سریال بچه‌های آخر کلاس که او با بازی در نقش گامزه توانست جلب توجه کند. در ۱۸ آوریل ۲۰۱۴ با بازی در نقش (شوکران) در سریال (کوچه محبت) که در کانال آ تی‌وی پخش شد ایفای نقش کرد؛ و در سال ۲۰۱۵ در شبکه استار تی‌وی ترکیه در سریال عشق اجاره‌ای در نقش یاسمین ایفای نقش کرد…

## فیلم‌شناسی
| سال  | فیلم                 | نقش            | توضیحات      | ترکی                  |
| ---- | -------------------- | -------------- | ------------ | --------------------- |
| ۲۰۰۷ | دیوار                | اکلیم          | سریال        | Duvar                 |
| ۲۰۰۷ | بچه‌های آخر کلاس      | گامزه          | سریال        | Arka Sıradakiler      |
| ۲۰۰۹ | اسمش عشق است         | گامزه          | سریال        | Uygun Adım Aşk        |
| ۲۰۱۰ | کتاب اتاترک          | اگره           | فیلم سینمایی | Dersimiz Atatürk      |
| ۲۰۱۰ | بچه‌های آخر کلاس امید | گامزه          | سریال        | Arka Sıradakiler umut |
| ۲۰۱۰ | پرواز فرشته‌ها        | ادا            | فیلم سینمایی | Uçan Melekler         |
| ۲۰۱۲ | کوچه محبت            | شکران          | سریال        | Huzur Sokağı          |
| ۲۰۱۴ | درراه زندگی          | ملیس           | سریال        | Hayat Yolunda         |
| ۲۰۱۵ | یوسف یوسف            | خدیجه          | فیلم سینمایی | Yusuf Yusuf           |
| ۲۰۱۵ | عشق اجاره‌ای          | یاسمین کایالار | سریال        | Kiralık Aşk           |
| ۲۰۱۶ | گوزل                 | سلما           | سریال        | Paramparca            |